# 吳安邦
吳安邦，中國清朝武官。福建臺灣府彰化縣人。
嘉慶元年（1796年）丙辰科三甲武進士。以營守備用。曾任海壇右營遊擊。嘉慶十四年（1809年）奉旨接替林承昌，護理台灣水師協副將。而隸屬台灣鎮之下的此官職是全台灣的海防軍事層級最高武將，其統帥三標水營，數千名水師兵勇。